# 米歇尔·萨尔加多
米歇尔·萨尔加多（西班牙語：Míchel Salgado，1975年10月22日—），退休西班牙足球运动员，司職後衛。
萨尔加多是前皇馬主席洛伦佐·桑斯的女婿。

## 俱樂部生涯
萨尔加多出身於西班牙球會维戈塞尔塔，早於1994年已開始升上一隊。1996年曾被外借到萨拉曼卡效力一季。
萨尔加多是於1999年加盟皇家馬德里，曾經是皇家马德里阵容中留队时间最长的非青年队培养的球员。他加盟不久便取得正選。一般認為是基於其前皇馬會長女婿之身份。而事實上沙加度亦常被批評攻優於守，非後防最佳選擇。其間皇馬會長弗洛倫蒂諾·佩雷斯斥重金建造「銀河艦隊」，沙加度曾長時間與菲戈、施丹、大卫·贝克汉姆等等超級巨星合作，也隨隊贏得歐洲聯賽冠軍盃。至2006年後施丹、菲戈、大卫·贝克汉姆等都已经退役或者转会离开，沙加度仍留下來。
隨著年齡漸高，當皇馬引進更年青之沙治奧·拉莫斯後，沙加度正選位置被後者取代。2009年6月弗洛倫蒂諾·佩雷斯再出資3億歐元重新打造銀河艦隊，由於其時只剩一年合約，2009年8月6日在跟皇馬協商後，沙加度宣佈離隊。
沙加度於2009年8月19日自由轉會到英超球會布力般流浪，簽約兩年。9月12日主場3-1擊敗狼隊下半場以後補身份首次上陣。10月27日在英格蘭聯賽盃第四圈主場5-2淘汰射入加盟後首球。
2011年1月27日沙加度與布力般流浪續約一年。

## 國家隊生涯
1998年9月5日，萨尔加多首次代表西班牙國家隊出战。

## 榮譽
皇家马德里
- 西班牙甲組足球聯賽冠軍：2000/01年、2002/03年、2006/07年、2007/08年；
- 歐洲聯賽冠軍盃冠軍：1999/00年、2001/02年；
- 西班牙超級盃冠軍：2001年、2003年、2008年；
- 欧洲超级杯冠軍：2002年；
- 洲際盃冠軍：2002年；

西班牙國家隊
- 歐洲U-21足球錦標賽冠軍：1998年

## 外部連結
- Real Madrid profile
- BDFutbol profile （页面存档备份，存于）
- National team data （西班牙文）
- FootballDatabase profile and stats （页面存档备份，存于）
- 米歇尔·萨尔加多 – FIFA國際賽競賽紀錄 (存檔)
- 足球数据库：米歇尔·萨尔加多的球员统计数据
- 在《加利西亚邮报》上的简介 （页面存档备份，存于） （西班牙文）
- Fansite